# Prénom romain
Pour le prénom « Romain », voir Romain (prénom). Pour le prænomen dans la titulature des pharaons, voir Nom de Nesout-bity.
Les Romains de l'époque classique employaient un petit nombre de prénoms (en latin : prænomina, pluriel de praenomen) dans le cadre de leur système des tria nomina.
Les femmes étaient habituellement désignées par leur nom de gens ou gentilice (le nomen de leur père) féminisé (par exemple, la fille de M. Tullius Cicero se nommait Tullia). À leur mariage, elles ne changeaient pas de gentilice. En cas de confusion possible, on adjoignait une sorte de cognomen, parfois simplement Major ou Minor, pour distinguer entre l'aînée et la cadette (ainsi M. Antonius a-t-il eu deux filles : Antonia Major et Antonia Minor). D'autres fois, le cognomen du père ou de l'époux, au génitif, suffisait (ainsi d’Annia P. Anni senatoris filia, dont le nom signifiait « Annia, (fille) du sénateur Publius Annus ». D'autres procédés se sont rencontrés à la fin de la République, comme l'utilisation du cognomen paternel féminisé (ainsi le nom de Cæcilia Metella Crassi se lisait « Cæcilia Metella (fille de Quintus Cæcilius Metellus), (épouse) de (Publius Licinius) Crassus »).
Chaque peuple italique avait un groupe spécifique de prénoms, bien que quelques-uns aient été communs à plusieurs cultures. Avec l'extension de la République puis de l'Empire, les prénoms latins devinrent communs sur tout le territoire dominé par Rome.

## Prénoms masculins
Aux temps primitifs de la République, une quarantaine de prénoms coexistaient à Rome, dont seuls la moitié étaient fréquents, les autres passant pour des raretés. Ce nombre s'est réduit à dix-huit au Ier siècle av. J.-C., dont seuls une douzaine étaient fréquemment donnés.
- Agrippa
- Appius (Ap.)
- Aulus (A.)
- Decimus (D.)
- Faustus
- Caius ou Gaius (C.)[1]
- Cnaeus ou Gnaeus (Cn.)[1]
- Hostus
- Kaeso (K.) ou Caeso
- Lucius (L.)
- Mamercus (Mam.)
- Manius (ꟿ.)
- Marcus (M.)
- Mettius
- Nonus
- Numerius (N.)
- Octavius (Oc.)
- Opiter
- Paullus
- Postumus (Post.)
- Proculus (Pro.)
- Publius (P.)
- Quartus
- Quintus (Q.)
- Salone (S.)
- Secundus
- Septimus
- Sertor
- Servius (Ser.)
- Sextus (Sex.)
- Spurius (Sp.)
- Statius
- Tertius
- Tiberius (Ti.)
- Titus (T.)
- Tullus
- Vibius (V.)
- Volesus
- Vopiscus

Les prénoms Secundus, Tertius, Quartus, Quintus (Q.), Sextus (Sex.), Septimus, Octavius, Nonus et Decimus font allusion à l'ordre des naissances, car ils signifient : « deuxième », « troisième », « quatrième », « cinquième », « sixième », « septième », « huitième », « neuvième » et « dixième ». Nonus pour « neuvième » n'était pas employé volontiers, car le préfixe « non- » avait une connotation négative. On les retrouve aujourd'hui en français avec des prénoms tels que Quentin, Sixte, Sixtine, Septime, Octave, Octavie.
En outre, on peut éventuellement trouver parfois ces prénoms chiffrés attribués à un enfant en fonction du numéro du mois de sa naissance.
Le prénom Aulus se retrouve aussi chez les Étrusques, sous la forme Avile. Par ailleurs d'autres prénoms latins plus rares sont d'origine étrusque (Aruns, Lar) ou osque (Nero, Statius).
Le prénom était donné par le père lors du dies lustricus (neuf jours après la naissance pour les garçons, huit jours pour les filles) ; c'est à l'occasion du dies lustricus (jour de purification), cérémonie marquée par des sacrifices et une fête familiale, que le père reconnaissait l'enfant et que celui-ci entrait officiellement dans la famille et dans la cité.
Suivant le proverbe latin Nomen (est) omen (« Le nom est un présage »), chaque famille demandait à des devins de déterminer les prénoms qui lui étaient bénéfiques, en général au nombre de trois ou quatre, parfois moins. Seuls ces prénoms bénéfiques étaient utilisés. Quand ces prénoms avaient tous été donnés une fois à des enfants vivants, les suivants portaient comme prénom un numéro d'ordre. La forte mortalité infantile a fait que ces enfants numérotés n'étaient pas majoritaires, mais ils étaient assez courants.

## Prénoms féminins
- Appia (Ap.)
- Aula (A.)
- Caesula
- Decima (D.)
- Fausta (F.)
- Fulvia
- Gaia (C.)
- Gnaea (Cn.)
- Hista (H.)
- Licinia (L.)
- Maia (Mai.)
- Mamerca (Mam.)
- Mania (M'.)
- Maria (Ma)
- Marcia (M.)
- Maxima
- Meganus (M.)
- Mettia
- Mino (Min.)
- Nona
- Numeria (N.)
- Octavia (Oct.)
- Paulla
- Postuma (Post.)
- Prima
- Procula (Pro.)
- Publia (P.)
- Quarta
- Quinta (Q.)
- Secunda (Seq.)
- Septima
- Servia (Ser.)
- Sexta (Sex.)
- Spuria (Sp.)
- Statia (St.)
- Tertia
- Titia (T.)
- Tiberia (Ti.)
- Tulla
- Vibia (V.)
- Volusa (Vol.)
- Vopisca (Vop.)